# Povestea unui polițist
Povestea unui polițist (în franceză Flic Story) este un roman autobiografic al ex-polițistului Roger Borniche (1919-2020) scris de el însuși, publicat în 1973.

## Traduceri în limba română
- Borniche, Roger, Povestea unui polițist, tradus de Alina Ledeanu, București, 1982: Editura Univers, Colecția Enigma, 288 pag.;

## Ecranizare
- 1975 Povestea unui polițist (Flic Story) – film polițist adaptare a romanului de Roger Borniche, regia Jacques Deray;